# Messenien
Messenien (gr. Μεσσηνία) är en grekisk regiondel (perifereiakí enótita), till 2010 en prefektur, i regionen Peloponnesos. Prefekturen har cirka 180 264 invånare (2005) och huvudstaden är Kalamata. Den totala ytan på prefekturen är 2 991 km².

## Geografi

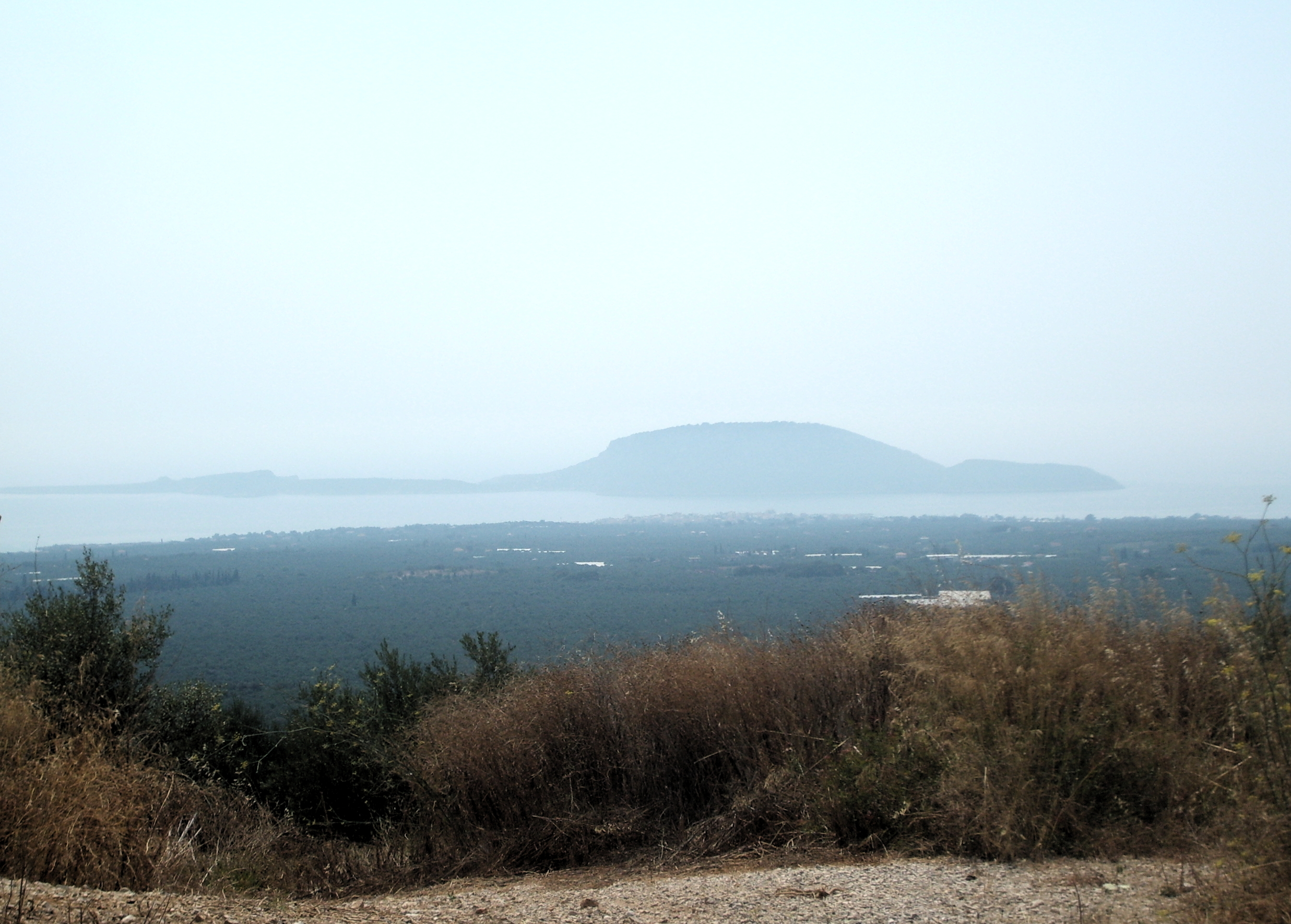
Vy över ön Prote

Messenien är det sydvästligaste landskapet på Peloponnesos. Det åtskiljs i öster av Taygetos bergskedja från Lakonien, gränsar i norr till Elis och Arkadien samt omslutes på övriga sidor av havet. Landets östra del är genomdragen av utgreningar från Taygetos, och i dess inre höjer sig som en fristående bergmassa Ithome, av ålder betraktat som politisk och religiös medelpunkt och, med anledning av sin strategiska betydelse, som en nästan ointaglig bergfästning, kallad Peloponnesos "andra horn" (det "första hornet" var Akrokorint). Till Ithome sluter sig på västra sidan ett brett bergland Aigaleon (nu även Kontovuni). Längre mot söder höjer sig en annan bergmassa, förr kallad Mathia eller Emathia (nu även Lykodimo), vilken med sina förgreningar till stor del fyller den breda halvö, som på västra sidan omsluter Messeniska viken (nu även Koroniviken) och slutligen utlöper i Messeniens sydligaste udde, Akritas (nu även Kap Gallo). Utanför denna udde ligger den lilla ön Theganusa (nu Venetiko) och något längre mot väster två större öar, förr betecknade med det samfällda namnet Oinussai, "de vinrika" (nu Schiza och Sapientza). Utanför västra kusten ligger den bergiga ön Sfakteria, som bildar Greklands rymligaste och tryggaste hamn (nu redden vid Pylos), och längre mot norr ön Prote.
Messenien är ett av Greklands skönaste och bördigaste landskap. I landets inre öppnar sig emellan bergen vidsträckta och väl vattnade slättmarker, bland vilka den största genomströmmas av den i Messeniska viken utfallande huvudfloden Pamisos och dess många tillflöden. Södra delen av denna slätt bar med anledning av sin stora fruktbarhet fordom namnet Makaria ("den sälla" eller "välsignade"). Även den västra kuststräckan är lågland och i allmänhet bördig. Delvis består den dock av sandfält, och efter all sannolikhet är Pylos det av Homeros omtalade "sandiga Pylos", Nestors konungastad.
Bland övriga forntida städer märks Abiai, Farai (nu Kalamata), Korone och Petalidi vid Messeniska viken, Methone och Kyparissia på västra kusten, Stenyklaros, de doriska konungarnas residensstad, på den efter staden uppkallade vidsträckta slätten i landets norra del samt Messene, den av Epameinondas grundlagda nya huvudstaden vid foten av Ithome.

### Turism
Landskapet har ett behagligt klimat som bäddar för en lång turistsäsong, samt en kust med många sandstränder. I kombination med de historiska lämningarna möjliggör detta ett brett utbud av upplevelser. Oliverna, olivoljan och vinet lockar under den milda vintern och våren hit matturister, medan stränderna attraherar under sommarmånaderna. Messeniens läge inklämt mellan Taygetosberget i norr och Medelhavet i söder höll landskapet relativt isolerat under lång tid. Numera finns dock både en flygplats och en motorväg från Aten som minskat restiden till dryga två timmar.
Sedan 2008 finns även två golfbanor vid Costa Navarino nära Pylos designade av Bernhard Langer och Robert Trent Jones Jr. I området spelades även 2013 års säsong av SVT-programmet Mästarnas Mästare in. Ändå är området fortfarande relativt orört när det kommer till massturism.
Resa från Sverige gör man smidigast direkt till Kalamata (flygtid ca 3,5 tim) från Stockholm. Man kan även åka till Aten och därifrån ta sig ner med antingen buss eller hyrbil.

## Historia

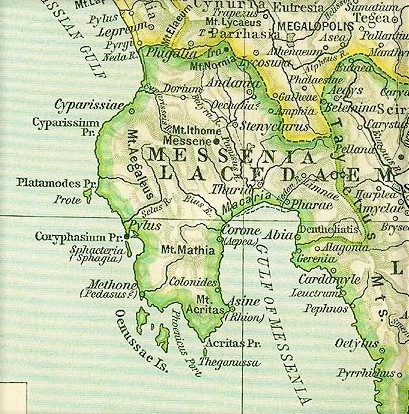
Messenien under antiken

Messenien beboddes i äldsta tid av lelegiska och aioliska stammar. Under mykensk tid (cirka 1600-1100 f.Kr.) var landskapet tätbefolkat, och Pylos var dess viktigaste ort. Efter dem kom (enligt den traditionella tidsbestämningen omkring 1100 f.Kr.) de norrifrån invandrande dorerna, vilka där liksom i Lakonien och Argolis gjorde sig till herrar i landet. Emellertid synes doriseringen ha varit långt mindre fullständig än i Lakonien, och till sina doriska stamförvanter i detta land stod messenerna av gammalt i ett spänt förhållande, vilket ledde till de för Messeniens utveckling ödesdigra tre messeniska krigen. Det första av dessa (enligt vanlig beräkning 743-724 f.Kr.) slutade, trots den messeniske anförarens Aristodemos tapperhet och uppoffringar, med Messeniens underkuvande, och många messener utvandrade till Argos och Arkadien. Det andra messeniska kriget (685-668; enligt annan beräkning 645-628) var ett upprorsförsök, som slutade med erövringen av bergfästningen Eira. Till detta krig ansluter sig sägnerna om den unge messeniske hjälten Aristomenes och om skalden Tyrtaios som genom sina sånger eldade spartanernas hjältemod. En del messener utvandrade till Syditalien och Sicilien, bland annat till Zankle, som efter dem fick namnet Massana, och senare Messina. De som stannade gjordes till heloter (livegna), och Messeniens bördiga jord utskiftades bland spartiaterna. Först 464 f.Kr., då ett allmänt helotuppror i förening med en fruktansvärd jordbävning hotade Sparta med förstörelse, gjorde de kuvade messenerna ett nytt försök att avkasta sitt ok genom det tredje messeniska kriget (464-455). Ett större antal av dem förskansade sig i sin gamla stad Ithome samt försvarade sig där en längre tid mot de belägrande spartanerna och deras bundsförvanter, tills de slutligen lyckades för sig och sina familjer betinga fritt avtåg från Peloponnesos, varefter atenarna åt dem upplät den kort förut erövrade staden Naupaktos. Messenien blev helt fritt först med Epameinondas segrar över spartanerna. År 369 f.Kr. återställde han den messeniska staten och grundlade vid foten av Ithome en ny huvudstad, Messene, vars namn (nygrekiskt uttal Missini) nu bärs av en stad belägen 16 km sydost därom, och införde en ny demokratisk författning. Messeniens befolkning var nu emellertid fåtalig; stora landsträckor låg öde, och staten förde en tynande och obemärkt tillvaro. Den tillhörde en tid det akaiska förbundet, till dess den med Greklands besittningstagande av romarna alldeles försvann.

## Administrativ indelning
Regiondelen är delat i sex kommuner. Den tidigare perfekturen var indelad i 29 kommuner.

- Dimos Kalamata
- Dimos Messene
- Dimos Oichalia
- Dimos Pylos-Nestoras
- Dimos Trifylia
- Dimos West Mani